# Talmont-Saint-Hilaire
Talmont-Saint-Hilaire – miejscowość i gmina we Francji, w regionie Kraj Loary, w departamencie Wandea.
Według danych na rok 1990 gminę zamieszkiwało 4 409 osób, a gęstość zaludnienia wynosiła 49 osób/km² (wśród 1504 gmin Kraju Loary Talmont-Saint-Hilaire plasuje się na 96. miejscu pod względem liczby ludności, natomiast pod względem powierzchni na miejscu 6.).